# Eta2 Fornacis
Eta2 Fornacis är en orange jätte i Ugnens stjärnbild. Den går även under beteckningen HD 17793.
Stjärnan har visuell magnitud +5,92 och är svagt synlig för blotta ögat vid god seeing.